# Grand Prix Singapuru
Grand Prix Singapuru je jedním ze závodů mistrovství světa vozů Formule 1, pořádané Mezinárodní automobilovou federací. Místem konání je trať Marina Bay v Singapuru. První závod, který byl také prvním nočním závodem seriálu v historii Formule 1, vyhrál 28. září 2008 Fernando Alonso.

## Vítězové Grand Prix Singapuru
Tučně jsou znázorněni účastníci aktuální sezóny šampionátu Formule 1.
Růžové pozadí znázorňuje závody, které nebyly součástí šampionátů Formule 1.

### Opakovaná vítězství (jezdci)
| Počet vítězství | Jezdec           | Roky                         |
| --------------- | ---------------- | ---------------------------- |
| 5               | Sebastian Vettel | 2011, 2012, 2013, 2015, 2019 |
| 4               | Lewis Hamilton   | 2009, 2014, 2017, 2018       |
| 3               | Graeme Lawrence  | 1969, 1970, 1971             |
| 2               | Fernando Alonso  | 2008, 2010                   |

### Opakovaná vítězství (týmy)
| Počet vítězství | Konstruktér | Roky                         |
| --------------- | ----------- | ---------------------------- |
| 5               | Ferrari     | 1970, 2010, 2015, 2019, 2023 |
| 4               | Red Bull    | 2011, 2012, 2013, 2022       |
| 4               | Mercedes    | 2014, 2016, 2017, 2018       |
| 3               | McLaren     | 1969, 2009, 2024             |

### Opakovaná vítězství (dodavatelé motorů)
| Počet vítězství | Dodavatel | Roky                               |
| --------------- | --------- | ---------------------------------- |
| 6               | Mercedes  | 2009, 2014, 2016, 2017, 2018, 2024 |
| 5               | Ford*     | 1966, 1967, 1968, 1969, 1971       |
| 5               | Ferrari   | 1970, 2010, 2015, 2019, 2023       |
| 4               | Renault   | 2008, 2011, 2012, 2013             |

* Byl vyráběn Cosworth.

### Vítězové v jednotlivých letech
| Rok         | Jezdec           | Konstruktér      | Trať         | Výsledky  |
| ----------- | ---------------- | ---------------- | ------------ | --------- |
| 2024        | Lando Norris     | McLaren-Mercedes | Marina Bay   | Výsledky  |
| 2023        | Carlos Sainz Jr. | Ferrari          | Marina Bay   | Výsledky  |
| 2022        | Sergio Pérez     | Red Bull-RBPT    | Marina Bay   | Výsledky  |
| 2021 — 2020 | Nejelo se        | Nejelo se        | Nejelo se    | Nejelo se |
| 2019        | Sebastian Vettel | Ferrari          | Marina Bay   | Výsledky  |
| 2018        | Lewis Hamilton   | Mercedes         | Marina Bay   | Výsledky  |
| 2017        | Lewis Hamilton   | Mercedes         | Marina Bay   | Výsledky  |
| 2016        | Nico Rosberg     | Mercedes         | Marina Bay   | Výsledky  |
| 2015        | Sebastian Vettel | Ferrari          | Marina Bay   | Výsledky  |
| 2014        | Lewis Hamilton   | Mercedes         | Marina Bay   | Výsledky  |
| 2013        | Sebastian Vettel | Red Bull-Renault | Marina Bay   | Výsledky  |
| 2012        | Sebastian Vettel | Red Bull-Renault | Marina Bay   | Výsledky  |
| 2011        | Sebastian Vettel | Red Bull-Renault | Marina Bay   | Výsledky  |
| 2010        | Fernando Alonso  | Ferrari          | Marina Bay   | Výsledky  |
| 2009        | Lewis Hamilton   | McLaren-Mercedes | Marina Bay   | Výsledky  |
| 2008        | Fernando Alonso  | Renault          | Marina Bay   | Výsledky  |
| 2007 — 1974 | Nejelo se        | Nejelo se        | Nejelo se    | Nejelo se |
| 1973        | Vern Schuppan    | March-Hart       | Thomson Road | Výsledky  |
| 1972        | Max Stewart      | Mildren-Waggott  | Thomson Road | Výsledky  |
| 1971        | Graeme Lawrence  | Brabham-Ford     | Thomson Road | Výsledky  |
| 1970        | Graeme Lawrence  | Ferrari          | Thomson Road | Výsledky  |
| 1969        | Graeme Lawrence  | McLaren-Ford     | Thomson Road | Výsledky  |
| 1968        | Garrie Cooper    | Elfin-Ford       | Thomson Road | Výsledky  |
| 1967        | Rodney Seow      | Merlyn-Ford      | Thomson Road | Výsledky  |
| 1966        | Lee Han Seng     | Lotus-Ford       | Thomson Road | Výsledky  |